# Narodowa Partia Australii
National Party of Australia (Narodowa Partia Australii, dawniej Country Party) – australijska partia agrarystyczna założona w styczniu 1920.  Oryginalnie nazywała się "Country Party", w 1975 nazwa została zmieniona na "National Country Party", a obecna nazwa została przyjęta w 1982. Od lat 40. w stałej koalicji z Partią Liberalną, tworząc tzw. Koalicję.
Główny elektorat Partii Narodowej to farmerzy, w większości kwestii Partia Narodowa prowadzi taką samą politykę jak jej większy koalicyjny partner.
W sytuacji kiedy "koalicja" stanowi większość w parlamencie i formuje rząd (jak w latach 1996–2007) przywódca Partii Narodowej obejmuje funkcję wicepremiera (premierem zostaje przywódca Partii Liberalnej).